# Kára (Somogy)
Kára est un village et une commune du comitat de Somogy en Hongrie.